# Cantó de Belley
El cantó de Belley (en francès canton de Belley) és una divisió administrativa francesa del departament de l'Ain. Té 34 municipis i el cap és Belley.

## Municipis
- Ambléon
- Andert-et-Condon
- Arboys-en-Bugey
- Belley
- Brégnier-Cordon
- Brens
- La Burbanche
- Ceyzérieu
- Chazey-Bons
- Cheignieu-la-Balme
- Colomieu
- Contrevoz
- Conzieu
- Cressin-Rochefort
- Cuzieu
- Flaxieu
- Izieu
- Lavours
- Magnieu
- Marignieu
- Massignieu-de-Rives
- Murs-et-Gélignieux
- Parves-et-Nattages
- Peyrieu
- Pollieu
- Prémeyzel
- Rossillon
- Saint-Champ
- Saint-Germain-les-Paroisses
- Saint-Martin-de-Bavel
- Virieu-le-Grand
- Virignin
- Vongnes

## Demografia
Abans 2015 el cantó comptava amb 24 municipis.
| 1962                                            | 1968   | 1975   | 1982   | 1990   | 1999   | 2006   | 2014   |
| 10.920                                          | 12.497 | 13.045 | 14.165 | 14.512 | 15.488 | 17.048 | 24.216 |
| ----------------------------------------------- | ------ | ------ | ------ | ------ | ------ | ------ | ------ |
| A partir de 1990: Població sense dobles comptes |        |        |        |        |        |        |        |

## Consellers departamentals
| Data d'elecció                           | Identitat           | Partit             | Qualitat |
| ---------------------------------------- | ------------------- | ------------------ | -------- |
| 1948- 1973                               | Auguste Billiemaz   | MRG                |          |
| 1973-1979                                | Yves Delpon         | RI, després UDF-PR |          |
| 1979-1985                                | Jean Chabert        | PS                 |          |
| 1985-1988                                | Charles Millon      | UDF-PR             |          |
| 1988-1992                                | Pierre Carroz       | PS                 |          |
| 1992-1998                                | Jean-Claude Travers | RPR                |          |
| 1998-2004                                | Pierre Carroz       | Divers gauche      |          |
| 2004-2011                                | Jean-Claude Travers | UMP                |          |
| 2011-2015                                | Jean-Marc Fognini   | PS                 |          |
| les dades anteriors no són pas conegudes |                     |                    |          |
|                                          |                     |                    |          |

| Data d'elecció | Identitat       | Partit | Qualitat |
| -------------- | --------------- | ------ | -------- |
| 2015 -         | Jean-Yves Hedon | Dreta  |          |
| 2015 -         | Carène Tardy    | Dreta  |          |